# Aneurinita viridis
Aneurinita viridis är en kackerlacksart som först beskrevs av Morgan Hebard 1933.  Aneurinita viridis ingår i släktet Aneurinita och familjen småkackerlackor. Inga underarter finns listade i Catalogue of Life.